# Полярный экспресс (книга)
«Поля́рный экспре́сс» (англ. The Polar Express) — детская книжка с картинками, написанная и проиллюстрированная американским автором Крисом Ван Оллсбургом и вышедшая в 1985 году. Книга рассказывает о рождественском путешествии мальчика на волшебном поезде на Северный полюс, где Санта-Клаус дарит ему подарок. В 2004 году появилась одноимённая адаптация — полнометражный анимационный фильм Роберта Земекиса. В 2005 году вышел русский перевод.
За эту книгу автор был удостоен своей второй Медали Калдекотта (после книги 1981 года «Джуманджи»).

## Сюжет
В книге от первого лица рассказывается об одном кануне Рождества, когда главный герой был ещё маленьким мальчиком. Он проснулся ночью от странного звука, который он сначала принял за звук бубенцов оленей Санта-Клауса. Но это оказался старинный паровоз, который остановился прямо перед домом мальчика. Прямо в пижаме мальчик садится на поезд, где уже находится множество детей. Оказалось, что это Полярный экспресс, который направляется прямо во владения Санты-Клауса на Северный полюс. В пути детям предлагают какао и шоколад. За окном проплывают леса, в которых бродят волки, затем горы, по которым поезд взбирается всё выше и выше, чуть не задевая Луну. Вот они достигают полярной шапки, а затем и полюса — оказывается, что на самом полюсе находится волшебный город, весь освещённый огнями, и эльфы-помощники как раз помогают Санте нагрузить его сани подарками для детей. Кондуктор говорит, что самый первый подарок нынешнего Рождества будет торжественно вручен на площади тому, кого выберет сам Санта.

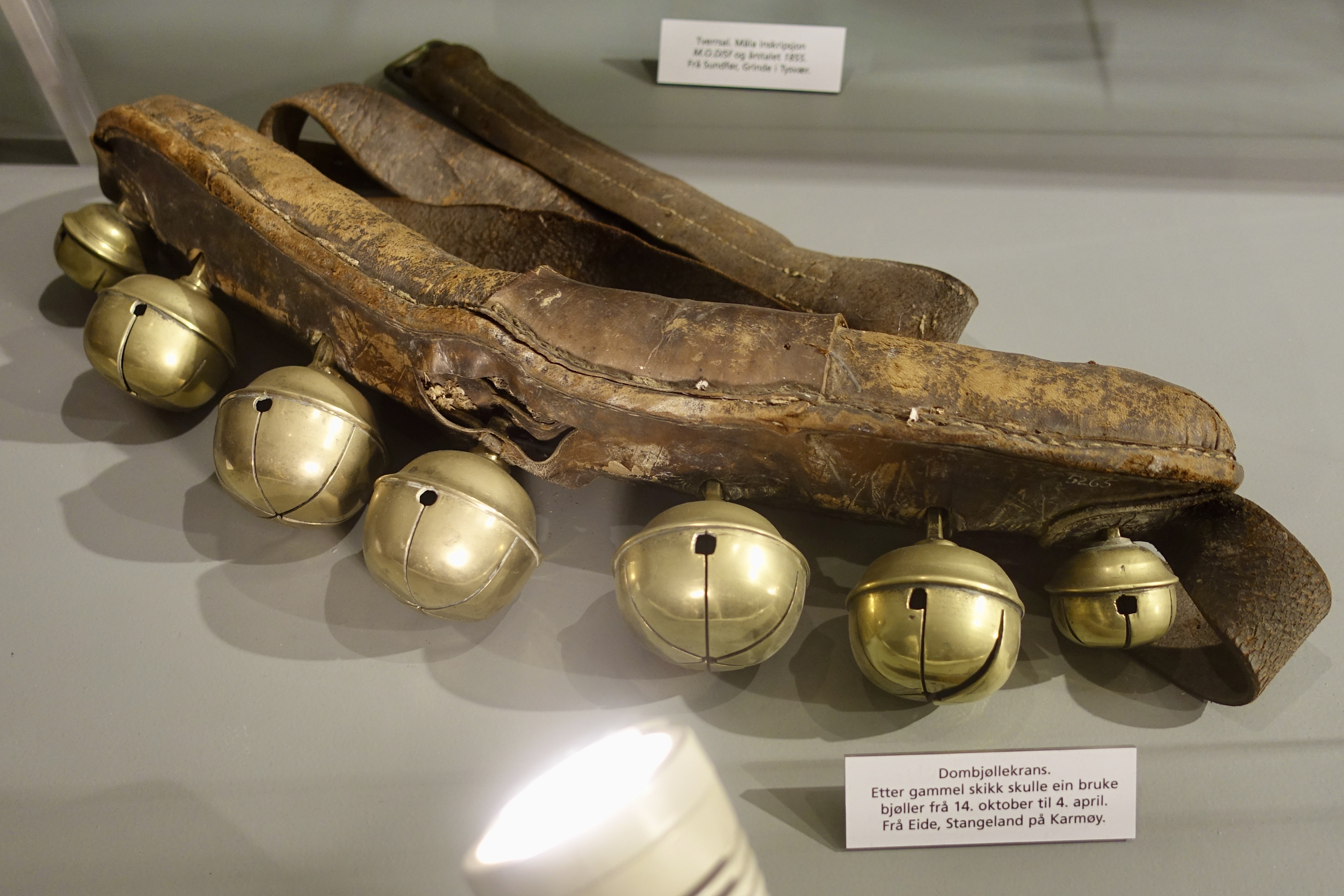
Старинная конская упряжь с бубенцами (Норвегия)

Дети выходят из поезда и собираются на площади, полной эльфов. Выходит Санта, который просит выйти из толпы рассказчика. Он спрашивает, какой подарок тот хотел бы получить на Рождество. Мальчик понимает, что больше всего на свете он хотел бы получить бубенчик из саней Санты, потому что он очарован его звуками. Санта согласен и дарит мальчику бубенчик, после чего взлетает со своей упряжкой в воздух и отправляется раздавать подарки. Дети же возвращаются на поезд, где мальчик обнаруживает, что в кармане пижамы у него дыра, и бубенчик потерялся. Он очень расстроен. Поезд довозит его до дома.
Утром мальчик с сестрой Сарой разбирают подарки и неожиданно обнаруживают маленькую коробку. В ней лежит бубенчик и записка от Санты, который просит мальчика зашить дырку в кармане пижамы. Бубенчик издаёт чудесный звук, но родители не слышат его. С годами герой замечает, что всё меньше людей могут слышать звук бубенчика, и со временем он остаётся единственным, кто по-прежнему слышит его, поскольку искренне верит в Рождество.

## Награды и оценки

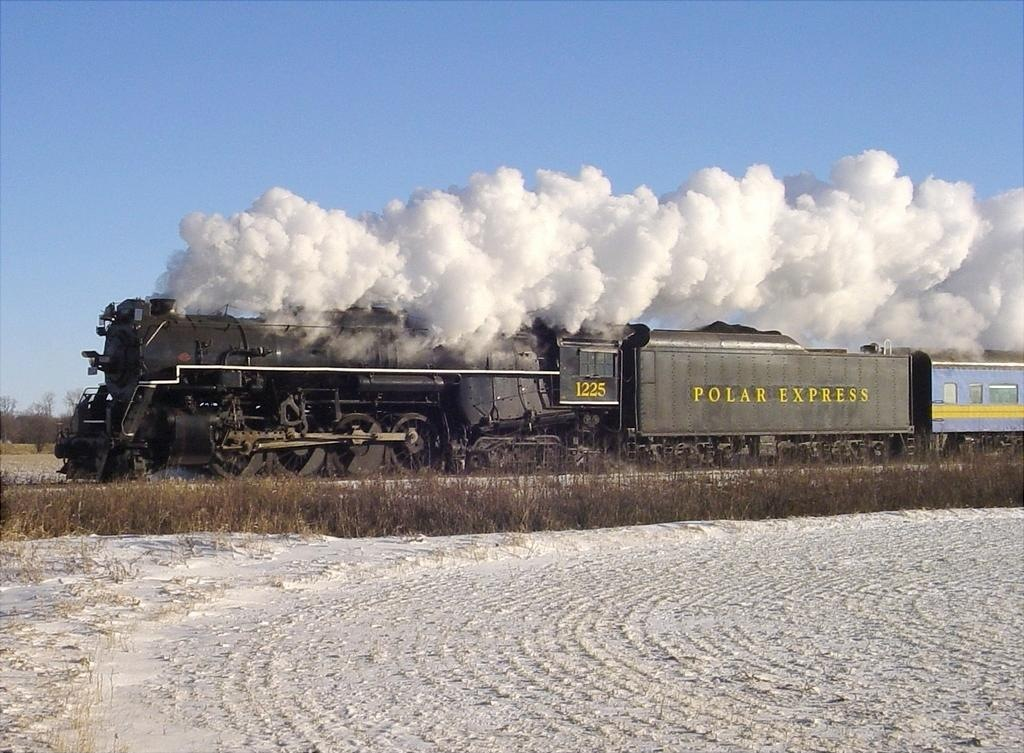
Поезд, послуживший образцом для Полярного экспресса в экранизации 2004 года

В 1986 году за книгу автор был удостоен Медали Калдекотта. Уже к 1989 году книга была напечатана общим тиражом более 1 миллиона копий.
На основании опроса 2007 года Американская ассоциация образования включила книгу в учительский список 100 лучших книг для детей. Кроме того, книга вошла в список 100 лучших иллюстрированных детских книг по опросу журнала School Library Journal 2012 года.
В 2015 году, по случаю выхода юбилейного издания к 30-летию первой публикации книги, рецензент Kirkus Reviews Вики Смит отмечала, что основной аудиторией книги могут являться скорее ностальгирующие взрослые, чем дети, поскольку в книге ставится под сомнение существование Санты-Клауса и обсуждается скорее наличие или отсутствие веры в него.

## Переводы
На русском языке книга впервые вышла в 2005 году в переводе В. Н. Кобца. В 2014 году появился новый перевод Юрия Шипкова.

## Адаптации
- Полнометражный анимационный фильм «Полярный экспресс» был снят Робертом Земекисом и вышел на экраны в 2004 году. В главной роли был задействован Том Хэнкс, озвучивший сразу нескольких персонажей.